# Pintac
Pintac település Franciaországban, Hautes-Pyrénées megyében. Lakosainak száma 22 fő (2022. január 1.). Pintac Oroix, Bordères-sur-l’Échez, Ibos és Oursbelille községekkel határos.

## Népesség
A település népességének változása:
| Lakosok száma | 27   | 24   | 26   | 22   | 22   | 21   | 22   | 22   | 22   |
|               | 2013 | 2015 | 2016 | 2017 | 2018 | 2019 | 2020 | 2021 | 2022 |